# 西楚霸王 (电影)
《西楚霸王》，是1994年上映的一部香港电影，由冼杞然與卫翰韬執导，吕良伟、关之琳、张丰毅、巩俐主演，电影根据楚汉之争的史实改编。本片獲提名第31屆金馬獎最佳造型設計及第14屆香港電影金像獎最佳服裝造型設計。
於香港上映的完整版長約三小時，票房收獲一千五百萬港元。在2011年，為了中國大陸觀眾的需要，剪輯了兩小時的版本。

## 演员表
| 演员           | 角色     | 粵語配音 |
| 吕良伟（港）   | 项羽     | 呂良偉   |
| 关之琳（港）   | 虞姬     |          |
| 张丰毅（陸）   | 刘邦     | 盧國雄   |
| 巩 俐（陸）    | 吕雉     |          |
| 金士杰（台）   | 张良     | 張炳強   |
| 杜少津（港）   | 韓信     | 古明華   |
| 刘 洵（港）    | 范增     | 譚炳文   |
| 吴兴国（台）   | 虞子期   | 劉昭文   |
| 徐 展（陸）    | 秦始皇   |          |
| 张 世（台）    | 秦二世   |          |
| 陈松勇（台）   | 樊哙     | 葉振邦   |
| 叶全真（台）   | 刘邦侍婢 |          |
| 于 海（陸）    | 项梁     |          |
| 靳德茂（陸）   | 项伯     |          |
| 徐向东（陸）   | 项庄     |          |
| 徐锦江（港）   | 钟离昧   | 周志輝   |
| 关海山（港）   | 赵高     | 羅君左   |
| 杨 凡（陸）    | 田荣     |          |
| 顾宝明（台）   | 楚怀王   |          |
| 徐广林（港）   | 曹参     |          |
| 薛 亮（陸）    | 子婴     |          |
| 李燕平（陸）   | 老太监   |          |
| 尼格木图（陸） | 王离     |          |
| 张利华（陸）   | 英布     | 龍天生   |
| 张学浩（陸）   | 章邯     |          |
| 刘 痕（陸）    | 刘太公   |          |
| 韩秀黎（陸）   | 刘祖母   |          |

## 音樂
| 歌名                 | 作曲 | 作詞 | 主唱                     | 編曲   |
| -------------------- | ---- | ---- | ------------------------ | ------ |
| 力拔山兮（粵語）     | 黃霑 | 項羽 | 黃霑                     | 戴樂民 |
| 力拔山兮（國語）     | 黃霑 | 項羽 | 騰格爾                   | 戴樂民 |
| 誰云無依             | 黃霑 | 黃霑 | 廣州樂團合唱團（男聲）   | 戴樂民 |
| 誰云無依（國）       | 黃霑 | 黃霑 | 廣州樂團合唱團（男聲）   | 戴樂民 |
| 胡不歸（國）（快版） | 黃霑 | 黃霑 | 廣州樂團合唱團（男女聲） | 戴樂民 |
| 胡不歸（粵）（慢版） | 黃霑 | 黃霑 | 廣州樂團合唱團（男女聲） | 戴樂民 |
| 胡不歸（國）（慢版） | 黃霑 | 黃霑 | 廣州樂團合唱團（男女聲） | 戴樂民 |
| 西楚霸王（國）       | 黃霑 | 黃霑 | 鞏俐                     | 戴樂民 |

## 製作特輯
- 電影公司為加強推廣，曾拍攝製作特輯，由冼杞然及楊崢主持，於1994年6月5日(星期日)晚上在香港無線電視翡翠台播出。

## 獎項
| 年份 | 頒獎典禮             | 獎項             | 名單   | 結果 |
| ---- | -------------------- | ---------------- | ------ | ---- |
| 1994 | 第31屆金馬獎         | 最佳造型設計     | 莫均傑 | 提名 |
| 1995 | 第14屆香港電影金像獎 | 最佳服裝造型設計 | 莫均傑 | 提名 |

## 外部連結
- 香港影庫上《西楚霸王》的資料（繁體中文）
- 開眼電影網上《西楚霸王》的資料（繁體中文）
- 豆瓣电影上《西楚霸王》的資料 （简体中文）
- 时光网上《西楚霸王》的資料（简体中文）
- AllMovie上《西楚霸王》的资料（英文）
- 爛番茄上《西楚霸王》的資料（英文）
- 互联网电影数据库（IMDb）上《西楚霸王》的资料（英文）